# Vrsar (otok)
Vrsar je majhen otoček v skupini Brionskih otokov ob jugozahodni obali Istre severozahodno od Pule (Hrvaška).
Vrsar je majhen otoček porasel z bujno mediteransko vegetacijo, ki leži okoli 0,7 km zahodno od južnega dela otoka Veliki Brijun. Njegova površina meri 0,059 km². Dolžina obalnega pasu je 0,95 km.